# María Renée Cura
María Renée Cura (Chivilcoy, Argentina, 1927 - 12 de julho de 2007) foi uma geógrafa, escritora e indóloga argentina.

## Biografia
María Renee Cura foi aluna de Julio Cortázar na Escola Normal Nacional de Chivilcoy, com quem posteriormente trocou correspondências.
Exerceu a docência no Colégio Nacional “José Hernández”, na Universidade Nacional do Sul, em Bahia Branca, e no Instituto Nacional do Professorado, em Buenos Aires.
Em 1977 fundou, em Buenos Aires, o Centro Anand Bhavan de estudos sobre a Índia moderna.
Foi presidente da Fundação Sur e manteve estreitas relações com Victoria Ocampo, sua fundadora, e Indira Gandhi, que foi premiê de Índia. Em 1984, recebeu do Governo da Índia a condecoração Padma Shri, quarta de maior prestígio no país.
María Renee Cura faleceu em 12 de julho de 2007.

## Legado
Cura escreveu vários obras, dentre as quais Islas Malvinas y Antártida Argentina e Islas Malvinas, Georgias, Sandwich del Sur y Antártida Argentina.

Traduziu para o espanhol as Cartas à Gente Jovem, uma obra de Indira Gandhi e, em 1987, fundou a revista India eterna y actual, de recorrência trimestral, dedicada a difundir os trabalhos do Centro Anand Bhavan, revista que deixou de existir após sua morte.